# Brûlage à l'air libre
Cet article possède un paronyme, voir Brûlage.

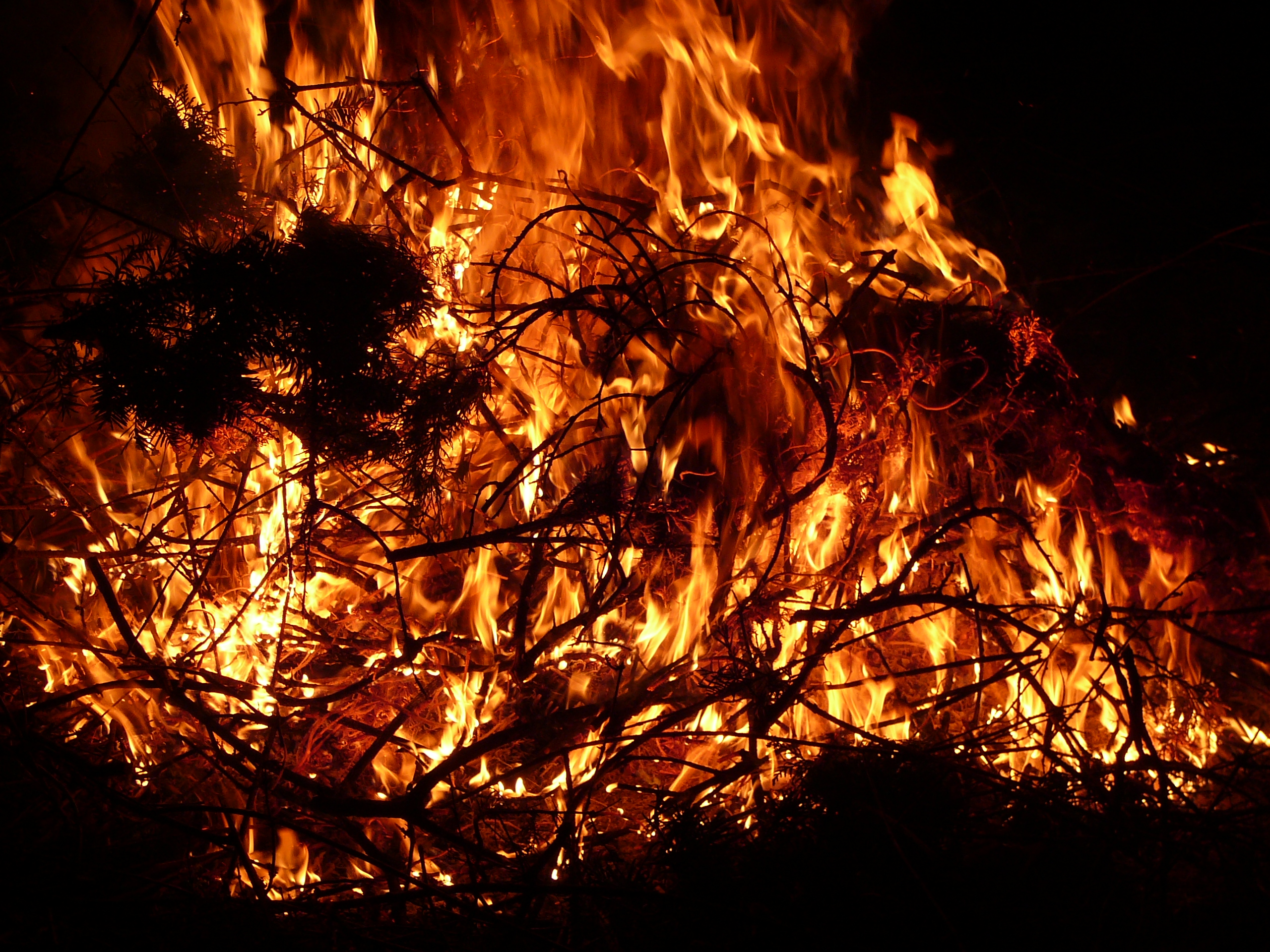
Feu à l'air libre.

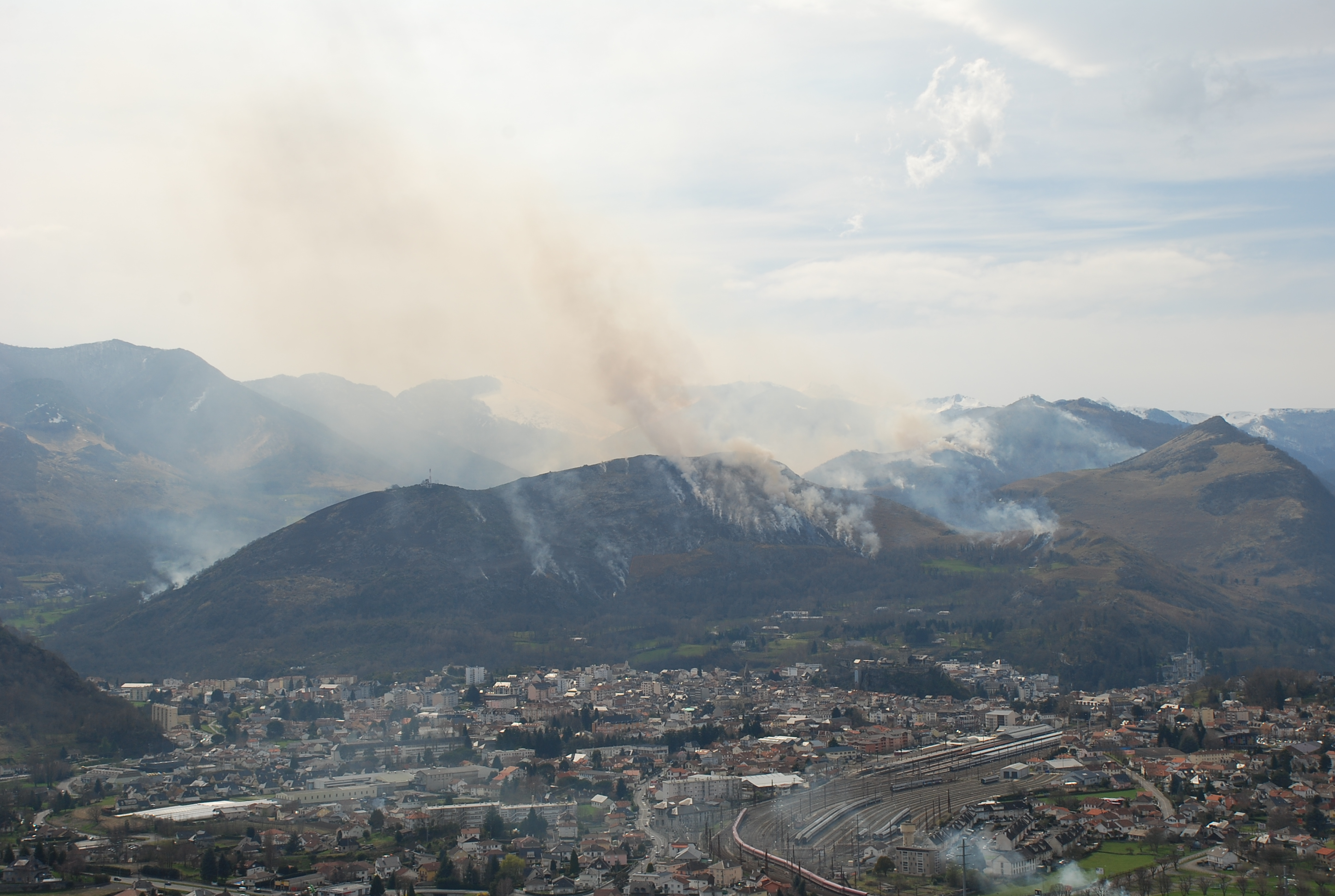
écobuage (brûlage parfois dit pastoral, ici dans les Pyrénées).

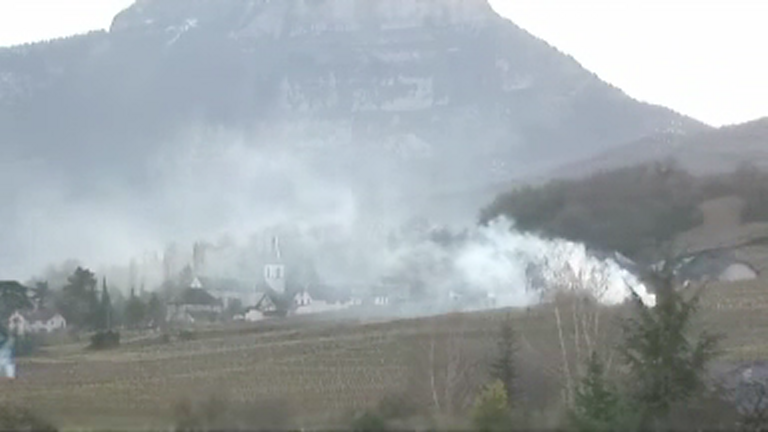
Feu dans un champ, source d'une importante fumée dans une zone d'inversion atmosphérique.

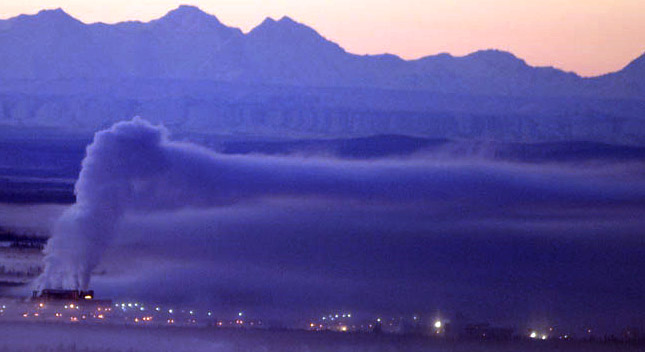
Phénomène d'inversion atmosphérique, cause fréquente d'une pollution aggravée des basses couches atmosphériques par stagnation des fumées.

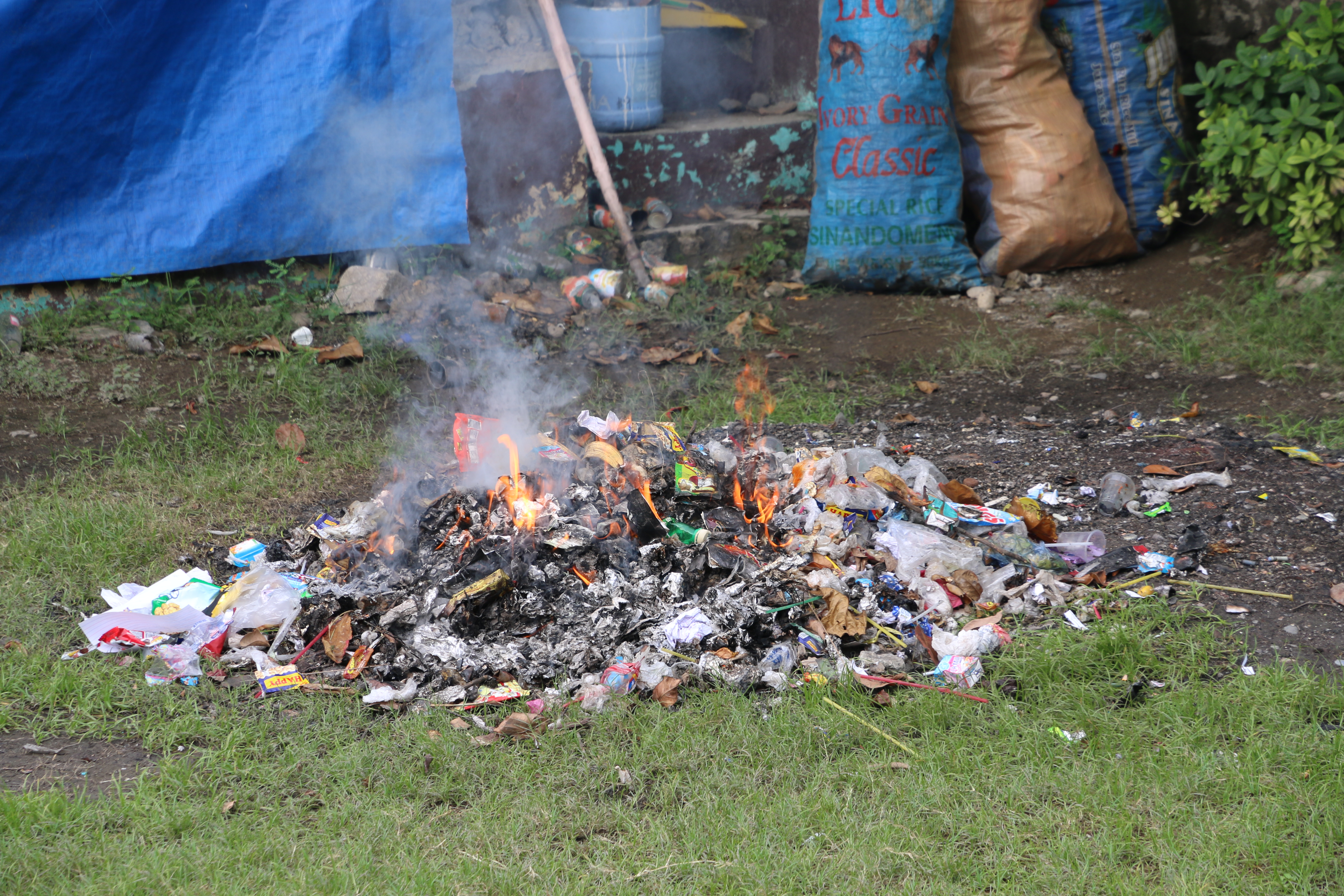
brûlage de déchets incluant des plastiques et métaux, source de fumée et de cendres et résidus polluants.

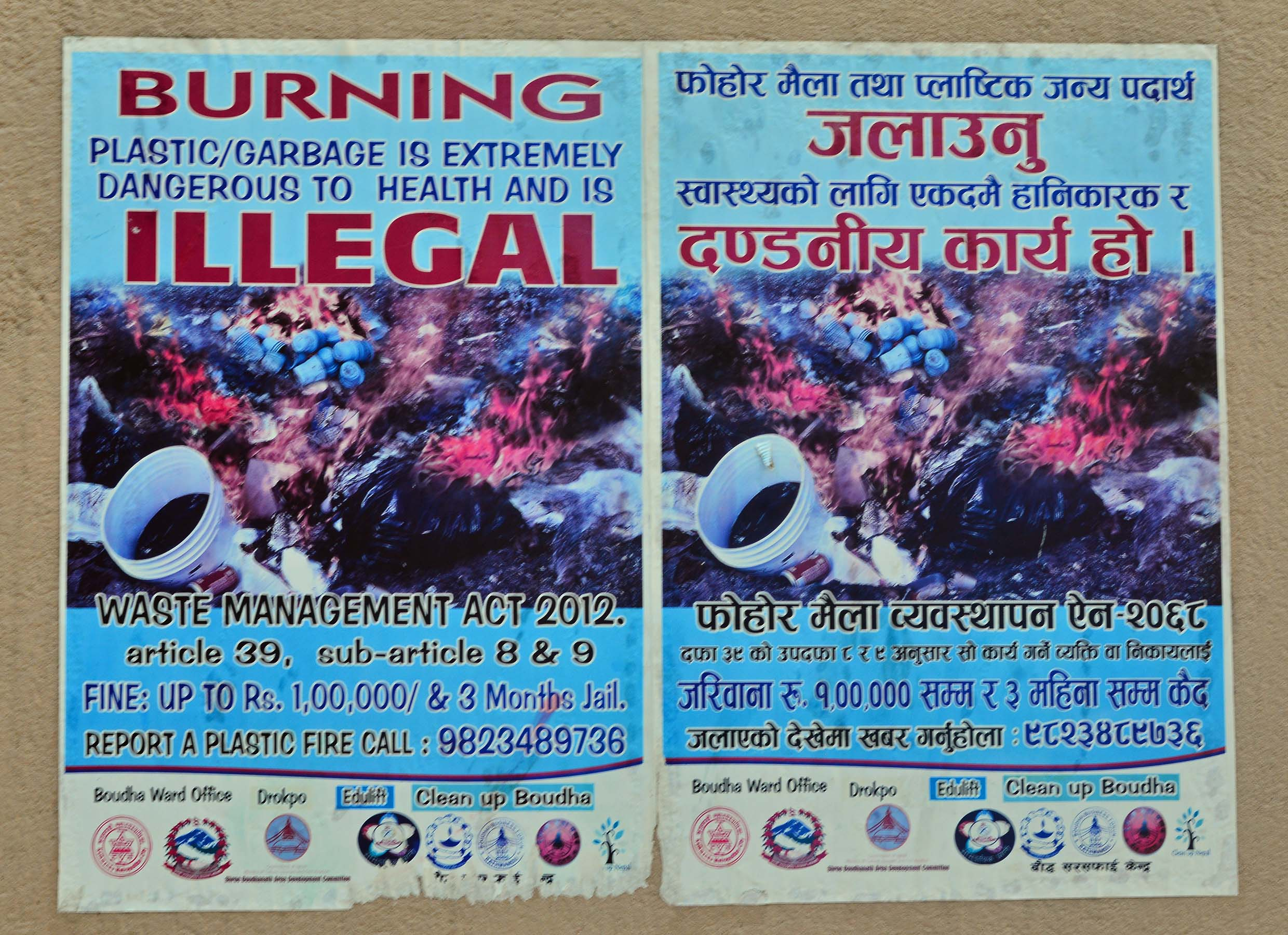
Affiches rappelant (ici au Népal) que le brûlage des déchets à l'air libre est interdit et extrêmement dangereux pour la santé.

Le brûlage à l'air libre désigne l'élimination de divers types de déchets par des feux ouverts à l'extérieur.
De même que l'écobuage (débroussaillement par le feu), il a longtemps été régulièrement pratiqué par les jardiniers, habitants, agriculteurs, entreprises et collectivités, pour notamment éliminer les résidus verts, certains déchets ménagers, agricoles, industriels ou de construction.
De nombreuses études ont montré que le brûlage à l'air libre des déchets verts (ou plus encore d'autres types de déchets) est outre une source de risque de départ d'incendie dans les pays ou régions sèches, une source majeure de pollution particulaire et de nombreux polluants de l'air, de l'eau et des sols (via les gaz, vapeurs, fumées, particules, microparticules, cendres, suies et autres résidus ; et polluants secondaires photochimiques (se formant dans l'air sous l'effet des UV solaires, de la lumière) ou par combinaison de différents polluants primaires).

## Mécanisme de combustion de la biomasse
Selon les cas, il sera complet ou incomplet et plus ou moins calorique et/ou producteur de fumées et cendres (éventuellement contaminées par des produits toxiques) : si seuls des végétaux secs et propres brûlent, le produit d'une combustion complète sera essentiellement de la cendre, du dioxyde de carbone et de l’eau [19] ; Plus la combustion est « incomplète », moins la phase d’oxydation est achevée et plus la combustion est polluante pour l'air, voire pour le sol et l'eau.
Quatre phases se succèdent et/ou coexistent dans la combustion de biomasse :
1. L'allumage ;
2. Un temps de combustion vive (un feu produisant des flammes et de la chaleur avec combustion de la matière gazéifiée par la chaleur et production de charbon de bois le cas échéant) ;
3. Un temps de combustion lente (un feu couvant sans flammes, avec éventuelle production de charbon de bois).
4. L'extinction.

## Réglementation
Pour les raisons évoquées plus haut, depuis les années 1990, en Europe, le brûlage à l'air libre des déchets (y compris déchets verts) a été de plus en plus réglementé, et souvent interdit toute l'année (sauf dérogation particulière, comme en France)

### En France
Le Brûlage à l'air libre des déchets ménagers est interdit en France et celui des déchets verts est interdit aussi dans toute la France par le règlement sanitaire départemental, au profit de la valorisation des déchets verts par le compostage, la méthanisation ou (pour les déchets pollués) par le brûlage en incinérateur avec récupération d'énergie (sous forme de chaleur ou d'électricité). De manière générale, les combustions sont de plus en plus encadrées par une réglementation plus restrictive, tant pour protéger l'air de la pollution particulaire que pour dans certaines régions diminuer le risque incendies et/ou améliorer la teneur en carbone organique des sols. C'est le sens de la soixante-deuxième de la feuille de route 2015 (issue de la conférence environnementale de 2014) et de la révision du plan de réduction des émissions de polluants atmosphériques (PREPA).
Ce brûlage restait néanmoins encore, dans les années 2010, « une source non négligeable d’émissions de polluants dans l’air (particules, composés azotés, hydrocarbures aromatiques polycycliques, ...) »'.

Le ministère de l'environnement estime cependant que malgré divers rappels réglementaires (circulaire du 18 novembre 2011) des particuliers brûlent cependant encore dans leur jardin ou propriété environ un million de tonnes par an de déchets verts.
L'interdiction vaut pour les collectivités ainsi que pour les professionnels des espaces verts,,.
Le brûlage à l'air libre des déchets agricoles est également très encadré, en France par le code rural, et une circulaire de 2011  reprend l'interdiction du brûlage à l'air libre toute l’année dans les périmètres des plans de protection de l'atmosphère (PPA).
Des zones (ou régions entières, comme le Nord-Pas-de-Calais) totalement couverte par un PPA sont entièrement concernée par l'interdiction.
Un cas particulier, dérogatoire et strictement encadré est le « brûlage dirigé » comme  utilisé comme moyen de prévention des feux dans certaines zones sèches en été.
En 2017, le Conseil national de l'air (CNA) a rendu un avis favorable sur le projet d'interdiction des incinérateurs de jardin, interdiction qui devrait favoriser des alternatives plus écologiques telles qui le compostage, mulchage, BRF ou paillage ou encourager le dépôt pour compostage (ou méthanisation plus rarement) en déchetterie.
En 2008, 9% des foyers français reconnaissent encore brûler à l’air libre des déchets verts, selon l'ADEME (2008).

165 kg par habitant de déchets partent ainsi en fumée, soit presque un million de tonnes de déchets verts brûlés à l’air libre par an, contribuant aux plus de 48000 décès prématurés liés à l'inhalation de PM2,5 d’origine anthropique, pour un coût d'au moins 30 milliards d’euros rien qu'en France selon l’étude européenne APHEKOM.

Onze zones (dont 9 agglomérations de plus de 100 000 habitants) sont concernées par des dépassements des valeurs limites de la directive 2008/50/CE. La France risque 
100 M€ d'amende, puis 85 M€ les années suivantes pour les dépassements de seuils pour les PM10 et NOx.
Le Plan national de réduction des émissions de polluants atmosphériques - 2022-2025 (PREPA) inclut une mesure de « lutte contre le brûlage de déchets verts », avec accompagnement des collectivités pour la « mise en place des filières alternatives au brûlage des déchets verts » et un « suivi et valorisation d’une étude menée par l’ADEME visant notamment à appréhender les freins et leviers pour faire évoluer les pratiques des particuliers ainsi qu’à l’élaboration d’une boite à outil pour les collectivités Mobiliser des financements pour inciter à la mise en place de broyeurs de déchets », avec une sensibilisation des citoyens au sujet.

### Sanctions
Dans les pays où existe une interdiction totale ou partielle du brûlage à l'air libre, des sanctions sont prévues pour les contrevenants; 
A titre d'exemple, en France en 2014, la contravention donne lieu à une amende pouvant atteindre 450 euros pour le cas des déchets verts, et plus si des déchets toxiques, industriels, etc. sont également présents.

## Nuisances et risques sanitaires
Ces feux sont aussi une source de nuisances (odeur, fumée, retombées de suies et cendres volantes) pour le voisinage.

Ils peuvent gêner des randonneurs ou travailleurs de passage ; Ils contribuent à la dégradation de la qualité de l'air et à aggraver les problèmes de santé liés à la qualité de l'air. Il a ainsi été épidémiologiquement démontré que les pompiers étaient, bien plus que la moyenne victimes de troubles de la santé (cancers notamment) bien plus que la moyenne , en raison de l'inhalation de composés présents dans les fumées.

## Source de pollution
L'Ademe rappelle  que sur la base des facteurs d’émissions reconnus  (de feux domestiques de déchets, en bidons ou en tas, en ne considérant qu'un mélange 50/50 de branches et feuilles) publiés (en 2012 dans un rapport OMINEA et par l’INERIS en 2011) un tel feu est notamment source de particules fines, une forme de pollution qui affecte maintenant tous les français, et qui réduit leur espérance de vie (en moyenne à 30 ans) de 8,2 mois ; le coût individuel de cette pollution est estimé entre 400 et 500 €/an/personne .

Ainsi, le brûlage de 50 kg de déchets verts introduit dans l'air autant de particules que :
- 9 800 km parcourus par une voiture diesel récente en circulation routière urbaine[23] ;
- 37 900 km pour une voiture à moteur à essence[23] ;
- 6 mois de chauffage d’une maison équipée d’une chaudière fuel[23].

Ces feux ne sont pas seulement source de particules ; En comparant ce type de feux aux émissions de la circulation urbaine, il a été montré que brûler 50 kg de déchet équivaut à émettre :
- autant de NOx que 140 km parcourus par une voiture diesel[22] ;
- autant de NOx que 2 000 km parcourus par une voiture à essence d'un modèle récent[22] ;
- autant de COVNM que 145 000 km parcourus par une voiture récente à moteur diesel[22] ;
- autant de COVNM que 21 600 km parcourus par une voiture à essence récente[22]
- autant de CO que 40 100 km parcourus par une voiture récente à moteur diesel[22] ;
- autant de CO que 8 000 km parcourus par une voiture à essence récente[22]
- autant de dioxines et furanes que 8 100 km parcourus pour une voiture récente à moteur diesel[22] ;
- autant de dioxines et furanes que 800 km parcourus par une voiture à essence récente[22] ;
- autant de HAP que 23 400 km parcourus par une voiture récente à moteur diesel[22] ;
- autant de HAP que 241 300 km parcourus par une voiture à essence récente[22] ;

Ces chiffres sont encore plus élevés si on compare à une voiture en circulation périurbaine.

## Polluants primaires spécifiquement émis par une combustion de biomasse végétale
Ce sont les polluants directement émis par le foyer, présentant une concentrations maximale à proximité du feu et tendant à diminuer dans le panache au fur et à mesure que l’on s’éloigne du foyer (dilution) ;
La combustion à l'air libre émet notamment :
- particules (PM) ;
- des oxydes d'azote (NOx, qui contribuent à l'acidification des pluies et à l'eutrophisation des milieux ; ils résultent de oxydation de l’azote de l’air et moindrement de l’azote présent dans le combustible) ;
- des hydrocarbures aromatiques polycycliques (HAP), issus de la pyrolyse de la matière organique ; « Le brûlage à l’air libre de feuilles produit deux à trois fois plus d’émissions de HAP que les branches » selon l'Ademe citant l'INERIS[26].;
- du monoxyde de carbone (CO) ;
- des composés organiques volatils (COV) ; le brûlage à l'air libre de biomasse naturelle (dont les feux de forêt) émet notamment du benzène, di toluène, des formaldéhydes et de l’acide acétique et de l'carbonique. Les déchets verts en brûlant émettent notamment des composés carbonylés issus de la décomposition thermique de la cellulose[27]. ;
- des organochlorés (dioxines, furanes). Les facteurs d’émissions rapportés par la littérature varient beaucoup ; ainsi le bois de taille de haies ou de fruitiers en émet peu, mais en présence d'embruns marins ou d'une autre source de sel (déneigement...) le taux de dioxine peut s'élever ; et la combustion de déchets verts (et/ou de déchets ménagers) dans des bidons d’acier galvanisé contribue aussi à accroitre la production de dioxines et secondairement des dépôts de dioxines (jusqu'à les quadrupler)[28].

La fumée et les vapeurs constituent un aérosol qui contient aussi une fraction inorganique, issue des espèces particulaires ou volatiles émises sous forme de micro- et nanoparticule et de gaz lors de la combustion ; dans cette phase inorganique, sont généralement retrouvés : du potassium (K), du soufre (S), du le chlore (Cl) (pour une biomasse propre et non traitée), mais aussi du chlore en plus grande quantité, du sodium (Na), des éléments traces métalliques dont métaux (zinc, plomb, mercure, arsenic... dans des proportions très variable selon le combustible.

## Polluants secondaires
Ce sont les polluant qui ne sont pas émis directement par le foyer, mais qui se forment, éventuellement plus tard et à grande distance par la combinaison de plusieurs polluants ou sous l'effet de la lumière ou des UV solaires (pollution alors dite photochimique). L'exemple le plus connu est l'ozone troposphérique, se formant sous l'action du soleil à partir de certains polluants primaires (dits « précurseurs de l'ozone ») tels que les oxydes d'azote (NOx, surtout émis en cas de température de combustion élevée) ou les composés organiques volatils (COV émis en plus grande quantité là et quand l'oxygène manque pour permettre une combustion complète xxxx21).
La phase gazeuse inorganique de l'aérosol produit par la combustion est un lieu de transformations assez rapides aboutissant par exemple à la formation de nitrates et de sulfates d’ammonium ou encore de sulfates métalliques alcalins, de chlorures et de carbonates, ainsi que d’oxydes de métaux lourds. En refroidissant ou quand le taux de certains composé augmente au delà d'un seuil, l'aérosol se sursature (diminution de la pression de vapeur) ; le mélange passe alors de la phase « gazeuse » à la phase « particulaire » (avec des phénomènes parfois complexes de nucléation/condensation et croissance par coagulation). La partie inorganique du mélange devient alors des particules de KCl, K3Na(SO4)2 et K2SO4, et le zinc, fréquemment retrouvé dans les fumées de feux est présent sous trois formes principales :  ZnO, ZnCl2 et ZnSO4. En moindre quantité on trouvera NaCl, Na2SO4, K2CO3 et Na2CO3. Avec la fraction organique solide de l’aérosol (suies et nano- ou microparticules organiques), ces particules peuvent constituer des noyaux de énucléation de vapeur d'eau et polluer la pluie ou les rosées.
Un phénomène similaire (pollution secondaire) peut survenir dans la cendre, le sol ou de l'eau contaminée par le brûlage (ex : méthylation de mercure, spéciation de métaux, drainage acide...).

## Facteurs aggravants
Ce sont le plus souvent : 
- la présence de toxiques (ex métaux lourds, pesticides...), la présence de végétaux "contaminés" par du sel de déneigement (absorbé par les végétaux), d'embruns routiers (en zone de salage routier) ou d'embruns marins.. ou l'ajout volontaire de produits tels que bois traité, huile minérale, huile de vidange.
- le degré d’humidité du matériau ou la présence de pluie ou d'une brume dense ;
- une densité inappropriée (masse volumique ou surfacique) ;
- un mauvais apport d'air au foyer (feu fait dans un trou dans le sol, dans un bidon, feu couvant...) ;
- brûler des végétaux ou déchets dans une zone où l'air circule peu (ex vallée, dépression, canyon, rue, cour entourée de bâtiments, etc. ou en période d'inversion atmosphérique aggrave la pollution et/ou le risque d'exposition aux polluants émis par le feu. Dans ces cas le brûlage contribue fortement aux épisodes de pollution : Ainsi en France, rappelle l'ADEME : « 50 % des concentrations en PM10 sur 24 heures peuvent être issus du brûlage de déchets verts, lorsque cette source locale et épisodique de pollution particulaire est associée à des conditions météorologiques et topographiques défavorables »[29].

## Risques associés
Outre le risque d'incendie, et les risques écosanitaires inhérents à l'inhalation ou absorption des polluants ou contaminants libérés par les feux, il est fréquent d'ainsi involontairement brûler des hérissons, amphibiens et de nombreux invertébrés en train d'hiberner ou d'estiver.
De plus, chaque feu transforme aussi de la matière organique (qui a pour partie une fonction de puits de carbone) en gaz à effet de serre (qui contribue au dérèglement du climat).

## Solutions alternatives au brûlage à l'air libre
Les déchets peuvent toujours être éliminés ou valorisés par d'autres moyens, dont :
- compostage in situ ou à proximité, (qui peut être encouragé par la distribution de composteurs, l'aide et le conseil d'ONG spécialisées ou de collectivités) ;
- mulching ou paillage pour la fraction ligneuse ou non ligneuse des déchets verts
- Bois raméal fragmenté (BRF) pour la fraction ligneuse des déchets verts (pour certaines tailles de haies)
- méthanisation (idéale pour les matières organiques végétales non ligneuses, animales ou fongiques ne pouvant pas être facilement valorisées par les méthodes ci-dessus) ;
- le recyclage quand il est possible (bois-matériau...).

Ces solutions peuvent être facilitées par :
- un service de broyage itinérant (ou localement partagé) ;
- un accès facilité aux déchèterie
- une collecte sélective des déchets verts ;

Les matières ou déchets toxiques (peintures, vernis, pesticides, médicaments, biocides, etc.) ne doivent en aucun cas être brûlés, même en foyer fermé domestique mais déposés dans les déchetteries ou centres spécialisés ou collectés pour être éliminés conformément à la réglementation et aux bonnes pratiques en la matière.

## Marqueurs de combustion de biomasse
Les feux accidentels ou volontaires sont localement marqués par :
- la production de chaleur (visible dans l'infrarouge sur les images aériennes ou satellitales) ;
- la production de cendre et de charbons de bois (qui restent visibles plusieurs mois à années) ;
- une modification physicochimique du sol (l'argile cuit à haute température, des charbons de bois peuvent être retrouvés après plusieurs milliers d'années, notamment recherchés par les archéologies et paléontologues) l'émission de fumées ;
- la production de molécules spécifiques pouvant être utilisée comme traceurs a posteriori et/ou à grande distance (suies, lévoglucosan (1, 6-anhydo-β-D-glucopyranose)[30] ; méthoxyphénols[28] provenant respectivement et uniquement de la combustion de la cellulose et du lignite, qui en seront donc pas retrouvés dans le panache d'un volcan ou d'une fumée industrielle ; toutefois à la température de l'atmosphère, les méthoxyphénols évoluent rapidement et se condensent pour former des particules).

## Galerie d'illustrations

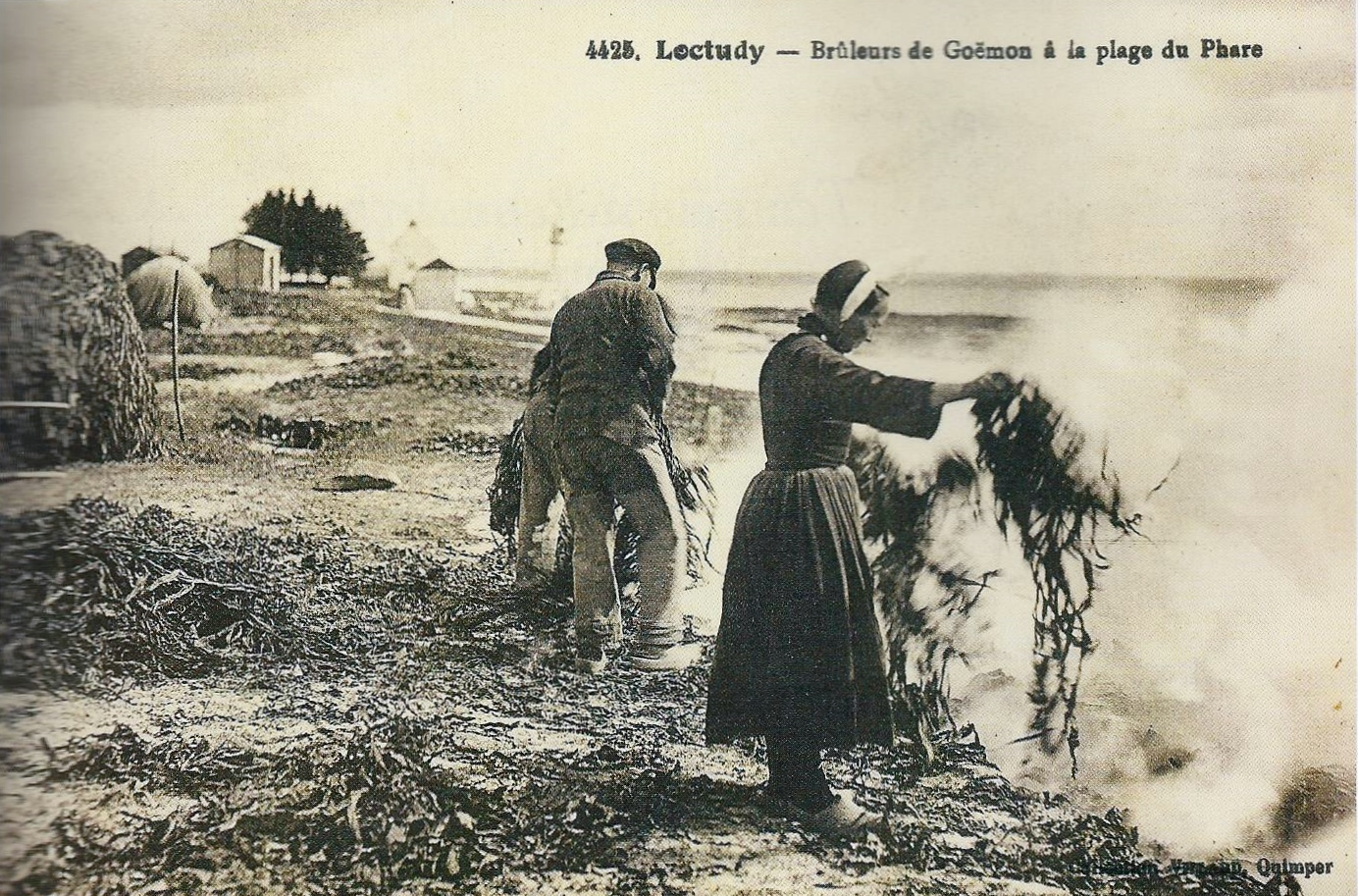
Brûlage de goémon (Loctudy)